# Canford Cliffs
Canford Cliffs est un cheval de course pur-sang, né en 2007.  

## Carrière de course
Précoce, Canford Cliffs débute dès le mois de mai de ses 2 ans, par une promenade de santé dans un maiden disputé à Newbury, où il laisse ses opposants à 7 longueurs. Favori des Coventry Stakes, au cours du meeting de Royal Ascot, il écrabouille de 6 longueurs un peloton de juniors emmené par Xtension, futur vainqueur de groupe 1 à Hong Kong. A-t-on affaire à un 2 ans phénoménal ? Le temps de se poser la question, le poulain échoue dans le Prix Morny, à Deauville, battu par Arcano et Special Duty. On ne le reverra plus cette année-là. 
Mais Canford Cliffs n'est pas qu'une étoile filante, et il le confirme à 3 ans. Bien qu'il échoue dans les 2000 Guinées, vaincu par le Français Makfi et par Dick Turpin, il renoue avec le succès dans les 2000 Guinées Irlandaises, puis assoit sa domination sur les milers de sa génération dans les St. James's Palace Stakes, battant nettement Dick Turpin tandis que Makfi termine septième. Comme l'année passée, sa saison s'achève dès l'été, et par une victoire qui étend sa domination aux chevaux d'âge. Dans les Sussex Stakes, il défait l'excellent Rip Van Winkle, et enquille un troisième groupe 1 d'affilée. 
De retour à 4 ans, Canford Cliffs poursuit sur sa lancée. Il remporte facilement les Lockinge Stakes en avril, puis revient à Ascot pour affronter, dans les Queen Anne Stakes, une légende : la grande championne française Goldikova, alors titulaire de 13 groupe 1, dont trois Breeders' Cup Mile. Cinquième groupe 1 d'affilée pour Canford Cliffs (avec à la clé un rating FIAH de 127, cinquième rating mondial de l'année), qui accroche à son tableau de chasse l'une des plus fameuses championnes du XXIe siècle. Mais il ne saurait y en avoir de plus prestigieux, car son prochain adversaire, dans les Sussex Stakes (où il tente un doublé inédit), est tout simplement invincible : il a 3 ans, il s'appelle Frankel, il est peut-être le plus grand crack que les courses mondiales ont connu, et Canford Cliffs n'en voit que la queue, cinq longueurs devant lui. Ainsi s'achève la carrière du protégé de Richard Hannon, toujours monté par Richard Hughes, qui rejoint le haras plus tôt que prévu en raison d'une blessure contractée peu après, ou pendant, qui sait, les Sussex Stakes.  Dans les bilans de fin d'année, son rating FIAH de 127 fait de lui le cinquième meilleur cheval du monde, derrière un quatuor de rêve : Frankel, l'Australienne Black Caviar, le Français Cirrus des Aigles et l'Allemande Danedream. Il est aussi le deuxième meilleur miler de la planète. Derrière Frankel, évidemment. 

### Résumé de carrière
| Date        | Hippodrome  | Pays        | Course                    | Statut      | Distance    | Jockey         | Place       | Écart       | Vainqueur ou deuxième |
| 2009, 2 ans | 2009, 2 ans | 2009, 2 ans | 2009, 2 ans               | 2009, 2 ans | 2009, 2 ans | 2009, 2 ans    | 2009, 2 ans | 2009, 2 ans | 2009, 2 ans           |
| ----------- | ----------- | ----------- | ------------------------- | ----------- | ----------- | -------------- | ----------- | ----------- | --------------------- |
| 15 mai      | Newbury     | Royaume-Uni | Maiden                    |             | 1 200 m     | Richard Hughes | 1er / 8     | 7           | Rakaan                |
| 16 juin     | Ascot       | Royaume-Uni | Coventry Stakes           | Gr. 2       | 1 200 m     | Richard Hughes | 1er / 13    | 6           | Xtension              |
| 23 août     | Deauville   | France      | Prix Morny                | Gr. 1       | 1 200 m     | Richard Hughes | 3e / 5      | 1/2         | Arcano                |
| 2010, 3 ans |             |             |                           |             |             |                |             |             |                       |
| 17 avril    | Goodwood    | Royaume-Uni | Greenham Stakes           | Gr. 3       | 1 400 m     | Richard Hughes | 2e / 5      | 1/2         | Dick Turpin           |
| 1er mai     | Newmarket   | Royaume-Uni | 2000 Guineas              | Gr. 1       | 1 600 m     | Richard Hughes | 3e / 19     | 1 ¾         | Makfi                 |
| 22 mai      | Curragh     | Irlande     | Irish 2000 Guineas        | Gr. 1       | 1 600 m     | Richard Hughes | 1er / 13    | 3           | Free Judgment         |
| 15 juin     | Ascot       | Royaume-Uni | St. James's Palace Stakes | Gr. 1       | 1 600 m     | Richard Hughes | 1er / 9     | 1           | Dick Turpin           |
| 28 juillet  | Goodwood    | Royaume-Uni | Sussex Stakes             | Gr. 1       | 1 600 m     | Richard Hughes | 1er / 7     | encolure    | Rip Van Winkle        |
| 2011, 4 ans |             |             |                           |             |             |                |             |             |                       |
| 15 avril    | Newbury     | Royaume-Uni | Lockinge Stakes           | Gr. 1       | 1 600 m     | Richard Hughes | 1er / 7     | 1 ¼         | Worthadd              |
| 14 juin     | Ascot       | Royaume-Uni | Queen Anne Stakes         | Gr. 1       | 1 600 m     | Richard Hughes | 1er / 7     | 1           | Goldikova             |
| 27 juillet  | Goodwood    | Royaume-Uni | Sussex Stakes             | Gr. 1       | 1 600 m     | Richard Hughes | 2e / 4      | 5           | Frankel               |

## Au haras
À l'issue de sa brillante carrière, Canford Cliffs rejoint le parc d'étalons de Coolmore, qui le propose pour sa première année de monte à 17 500 euros la saillie. Il y officie six saisons avant d'être vendu en Afrique du Sud, où il poursuit sa carrière de reproducteur au haras Ridgemont Farm. Sa production compte une quinzaine de vainqueurs de groupe en Europe, en Australie et en Afrique du Sud, où le 2 ans Direct Hit lui apporte un premier groupe 1.

## Origines
Canford Cliffs est, de loin, le meilleur produit du modeste étalon Tagula, qui faisait la monte à 6 000 euros l'année où il a été conçu. Tagula fut l'un des meilleurs 2 ans européens en 1995, année où il s'imposa dans le Prix Morny. Par la suite, il n'obtint qu'une seule victoire, dans un groupe 3 en septembre de ses 3 ans, mais reçut tout de même ses galons classiques dans la Poule d'Essai des Poulains, où il prit la troisième place derrière Ashkalani et Spinning World. Doté d'un pedigree atypique, dépourvu des courants de sang les plus prisés de l'élevage, il a donné un autre vainqueur de groupe 1 avec le rapide hongre Limato (July Cup, Prix de la Forêt).
La mère, Mrs Marsh, n'a pas couru. Elle a donné, après Canford Cliffs, l'honorable Toronto (par Galileo), deuxième d'un groupe 3 en Irlande. Mrs Marsh se revendique de son frère Triple Threat (par Monsun), vainqueur en France du Prix Eugène Adam et du Prix La Force (Gr.3), puis des Monmouth Stakes (Gr.2) aux États-Unis, et troisième des Northern Dancer Turf Stakes au Canada, et de sa sœur Piña Colada (par Sabrehill), placée de groupe 2 outre-Atlantique.  

### Pedigree
| Origines de Canford Cliffs (GB), mâle bai né en 2007 | Origines de Canford Cliffs (GB), mâle bai né en 2007 | Origines de Canford Cliffs (GB), mâle bai né en 2007 | Origines de Canford Cliffs (GB), mâle bai né en 2007 |
| ---------------------------------------------------- | ---------------------------------------------------- | ---------------------------------------------------- | ---------------------------------------------------- |
| Père Tagula                                          | Taufan                                               | Stop The Music                                       | Hail to Reason                                       |
| Père Tagula                                          | Taufan                                               | Stop The Music                                       | Bebopper                                             |
| Père Tagula                                          | Taufan                                               | Stolen Date                                          | Sadair                                               |
| Père Tagula                                          | Taufan                                               | Stolen Date                                          | Stolen Hour                                          |
| Père Tagula                                          | Twin Island                                          | Standaan                                             | Zeddaan                                              |
| Père Tagula                                          | Twin Island                                          | Standaan                                             | Castania                                             |
| Père Tagula                                          | Twin Island                                          | Jolly Widow                                          | Busted                                               |
| Père Tagula                                          | Twin Island                                          | Jolly Widow                                          | Veuve Joyeuse                                        |
| Mère Mrs Marsh                                       | Marju                                                | Last Tycoon                                          | Try My Best                                          |
| Mère Mrs Marsh                                       | Marju                                                | Last Tycoon                                          | Mill Princess                                        |
| Mère Mrs Marsh                                       | Marju                                                | Flame of Tara                                        | Artaius                                              |
| Mère Mrs Marsh                                       | Marju                                                | Flame of Tara                                        | Welsh Flame                                          |
| Mère Mrs Marsh                                       | Drei                                                 | Lyphard                                              | Northern Dancer                                      |
| Mère Mrs Marsh                                       | Drei                                                 | Lyphard                                              | Goofed                                               |
| Mère Mrs Marsh                                       | Drei                                                 | Triple Tipple                                        | Raise A Cup                                          |
| Mère Mrs Marsh                                       | Drei                                                 | Triple Tipple                                        | Ameridouble (Famille 9-f)                            |